# Lauren James
Lauren James (Londres, 29 de septiembre de 2001) es una futbolista inglesa. Juega como delantera en el Chelsea de la Women's Super League de Inglaterra. Es hermana del jugador del Chelsea y la selección inglesa Reece James. Es internacional con la selección de Inglaterra.

## Trayectoria

### Arsenal
James fue reclutada por el Arsenal cuando tenía 13 años pasando a entrenar con el equipo juvenil masculino, pero tras dos años comenzó a hacerlo con el primer equipo. El 29 de septiembre de 2017, debutó con las Gunners, entrando en el segundo tiempo como reemplazo de Lisa Evans en la victoria por 2-0 sobre el Everton en la temporada 2017-18. Al hacerlo, se convirtió en la segunda jugadora más joven en la historia del Arsenal en debutar.

### Manchester United

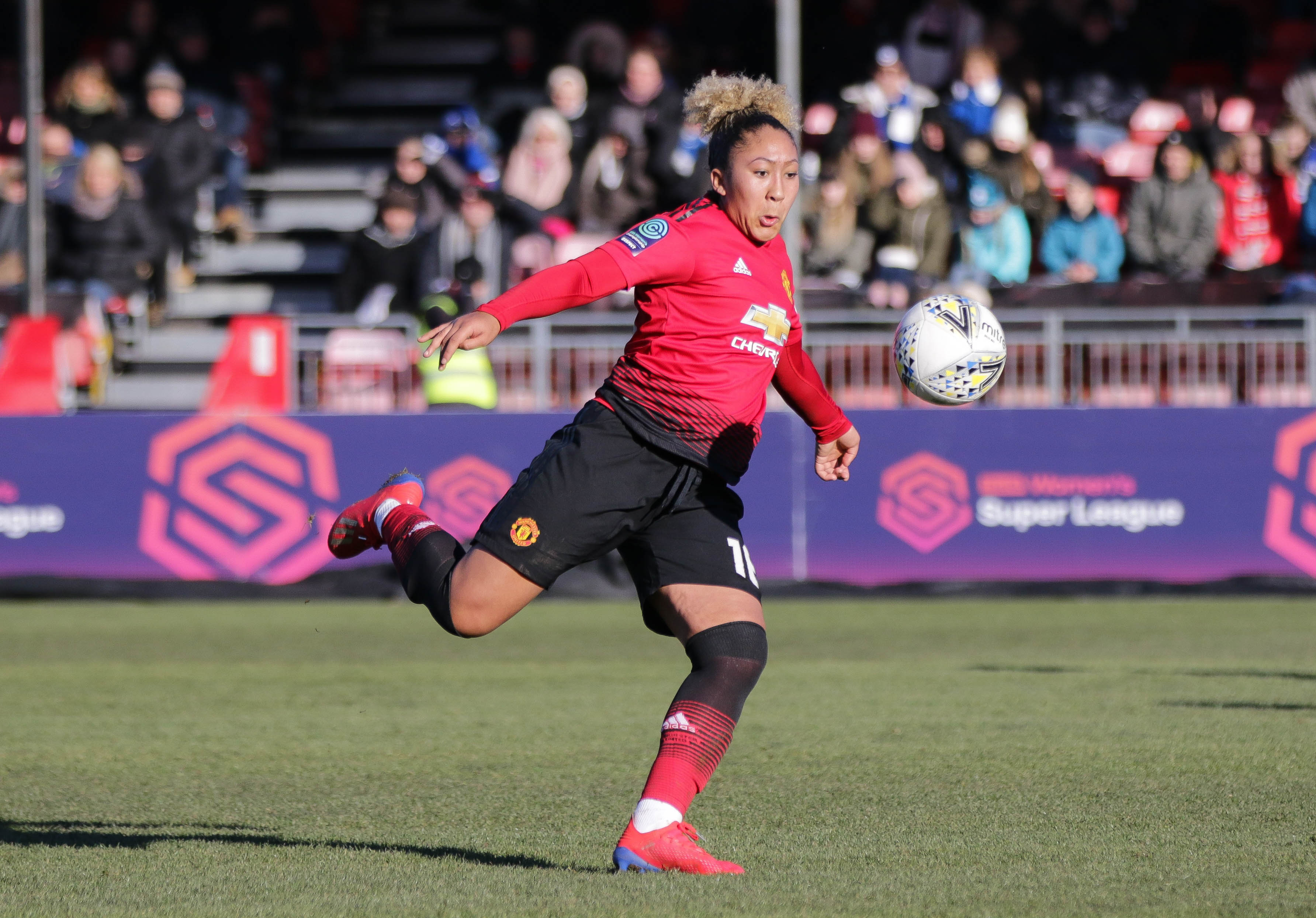
James jugando para el Manchester United en 2019.

El 13 de julio de 2018, se anunció que James sería parte del primer equipo profesional del Manchester United que competiría en la recién reformada FA Women's Championship 2018-19. Estrenó sus nuevos colores en una victoria por la mínima contra el Liverpool en la FA Women's League Cup. Anotó los dos primeros goles en el primer partido del United de la temporada 2018-19, una goleada por 12-0 ante el Aston Villa. James fue votada como Jugadora del Mes de septiembre luego de sus tres goles en el primer mes invicto del Manchester United. El 20 de abril de 2019, marcó cuatro goles en la victoria de liga por 7-0 contra el Crystal Palace.
James anotó el primer gol del United en primera división, cuando vencieron por 2-0 al Liverpool el 28 de septiembre de 2019. Dos semanas después, fue expulsada con doble amarilla en la victoria de liga por 3-0 ante el Tottenham Hotspur. La futbolista firmó su primer contrato profesional con el club el 16 de diciembre. Al final de la temporada 2019-20, James terminó como la máxima goleadora del United y fue nominada para Jugadora Joven del Año de la PFA.
El 27 de marzo de 2021, abrió el marcador en una victoria de liga por 2-0 sobre el West Ham United en lo que fue el primer partido de la FA WSL que se jugó en el mítico Old Trafford.

### Chelsea
El 23 de julio de 2021, James firmó un contrato de cuatro años con el Chelsea. Marcó su primer gol con el club en la victoria de visitante por 9-0 contra el Leicester City el 27 de marzo del año siguiente.

## Selección nacional
En abril de 2017, James debutó con la sub-17 de Inglaterra en una derrota amistosa por 2-0 ante Estados Unidos. El 14 de octubre de 2017, capitaneó a su país durante un aplastante 10-0 sobre Letonia en el marco de la clasificación para el Campeonato Europeo Sub-17 de 2017-18, anotando 4 goles.
En enero de 2019, recibió su primera convocatoria a la sub-19 de cara a la Copa de Algarve. Meses más tarde, recibió su llamado a la selección para disputar el Campeonato Sub-19 de 2019 en Escocia.
James debutó con la selección mayor de Inglaterra el 3 de septiembre de 2022, entrando como suplente en el minuto 79 durante el partido de clasificación para la Copa del Mundo de 2023 que enfrentó a su país con Austria. Marcó su primer gol internacional el 16 de febrero de 2023 durante la victoria inglesa por 4-0 contra Corea del Sur en la Copa Arnold Clark de 2023.

## Estadísticas

### Clubes
| Club              | País       | Año             |
| ----------------- | ---------- | --------------- |
| Arsenal           | Inglaterra | 2017 - 2018     |
| Manchester United | Inglaterra | 2018 - 2021     |
| Chelsea           | Inglaterra | 2021 - presente |

## Palmarés

### Títulos nacionales
| Título                  | Club              | País       | Año     |
| ----------------------- | ----------------- | ---------- | ------- |
| FA Women's League Cup   | Arsenal           | Inglaterra | 2017-18 |
| FA Women's Championship | Manchester United | Inglaterra | 2018-19 |
| Women's Super League    | Chelsea           | Inglaterra | 2021-22 |
| FA Cup Femenina         | Chelsea           | Inglaterra | 2021-22 |
| Women's Super League    | Chelsea           | Inglaterra | 2022-23 |
| FA Cup Femenina         | Chelsea           | Inglaterra | 2022-23 |
| Women's Super League    | Chelsea           | Inglaterra | 2023-24 |
| Women's Super League    | Chelsea           | Inglaterra | 2024-25 |
| FA Cup Femenina         | Chelsea           | Inglaterra | 2024-25 |
| FA Women's League Cup   | Chelsea           | Inglaterra | 2024-25 |

### Títulos internacionales
| Título               | Equipo     | Sede       | Año  |
| -------------------- | ---------- | ---------- | ---- |
| Eurocopa Femenina    | Inglaterra | Suiza      | 2025 |
| Finalissima Femenina | Inglaterra | Inglaterra | 2023 |

## Vida personal
James es la hermana menor del defensor en el Chelsea e Inglaterra Reece James. Ha citado a su padre Nigel, un entrenador de fútbol con licencia de la UEFA, como inspiración: «[Él] me ha ayudado en cada paso del camino. Crecí jugando al fútbol con mis hermanos y quería jugar como ellos; siempre me ha encantado el juego. Estoy agradecida con mi papá por todo el tiempo, el esfuerzo y el amor que ha puesto en mi fútbol al entrenarme para que llegue al mejor nivel.» Ella es de ascendencia jamaicana a través de su padre.